# Teodicéproblemet
Teodicéproblemet – ondskans problem (av franska théodicée, ytterst av grekiska θεός, Gud, och δίκη díkē, ’rättvisa’) - behandlar problemet med att förklara en guds existens, närmare bestämt hur guden kan vara både fullkomligt god och allsmäktig när det samtidigt finns ondska och lidande. Ett förslag till lösning på teodicéproblemet kallas en teodicé.
För att man över huvud taget skall kunna tala om teodicé förutsätts gudens existens, liksom det ondas. Om den ena eller andra tas bort, förekommer inte längre något problem. (En tidig formulering av detta var Epikuros paradox. Epikuros menade att eftersom ondskan finns så kan inte gudarna vara allgoda, utan är likgiltiga inför människan.)
Problematiken i teodicéproblemet kan beskrivas som att inte motsäga sig själv och samtidigt behålla en systematisk helhet när man på en och samma gång hävdar de tre satserna:
1. guden är allsmäktig
2. guden är fullkomligt god
3. det onda finns

Den kristne författaren Lactantius formulerade på 300-talet frågan om vad guden vill och kan:
| ” | Antingen vill Gud utplåna det onda, men kan det inte. Eller så kan han det, men vill inte. Eller så varken kan eller vill han. Om han vill men inte kan är han maktlös, vilket går emot hans natur. Om han kan men inte vill är han ond, vilket också går emot hans natur. Om han varken vill eller kan är han både ond och svag och är alltså inte Gud. Men om han vill och kan, vilket är det enda som stämmer överens med vad han är, varifrån kommer då det onda och varför gör han inte slut på det? | „ |

Teodicéproblemet handlar alltså om att vara koherent. Problemet förekommer enbart i de monoteistiska religioner som bekänner en allsmäktig och god Gud. Bakgrunden till principerna om Guds allsmäktighet och godhet anses vara tron och vördnaden till Gud. Människan förväntas inte ifrågasätta Gud, utan ära honom som ofelbar, och se honom som ensam gud och därmed att ingen annan makt står över honom. I religioner med flera gudar så anses problemet komma av gudar, onda och goda, som motarbetar varandra.

## Bakgrund

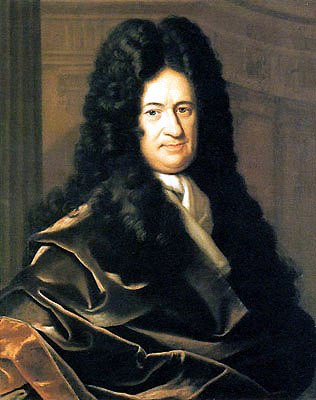
Gottfried Wilhelm von Leibniz i en målning av Bernhard Christoph Francke ca 1700.

Ordet teodicéproblem kommer från en bok med titeln Essais de Théodicée av filosofen Gottfried Leibniz. Den tyske filosofen var dock inte den förste att ta sig an frågeställningen. Man kan betrakta Jobs bok i Bibeln som en djup meditation över det oförtjänta lidandets och ondskans roll i en värld där Gud råder. Jobs bok ger emellertid inte ett klart svar, även om Gud uppträder mot slutet och förkunnar sin storhet.
Teodicén samlar i sig en rad komplexa och svåranalyserade begrepp: synd, lidande, skuld och rättvisa. Det förekommer inget teodicéproblem där människan anses ha syndat och Gud anses straffa gärningen. Hans godhet tolkas då som en vilja att genom ett mindre ont leda till ett stort gott. Problemet uppstår enbart där lidandet uppfattas som ett ont och där det klart och tydligt är oförtjänt (vilket är anledningen till att Jobs osannolika fromhet betonas i Bibeln). Den förr ofta förekommande uppfattningen att lidandet är Guds straff för synd delas inte av många idag, och även de som förespråkar den har svårigheter att förklara förekomsten av så mycket lidande i världen. Det finns också frågan om djurens lidande och lidandet i skapelsen i helhet.
I den västerländska kulturen uppfattas lidande och död som ett ont. Med en annan uppfattning skulle teodicéproblemet inte försvinna, men kunna förenklas något. Man kunde till exempel betrakta döden som en befrielse. Vanligtvis går dock inte sådana föreställningar ihop med idén om en allsmäktig och god Gud, eftersom denne är upphovet till skapelsen. Den antike tänkaren Boethius föredrog att vända på problemställningen och istället fråga sig var det goda kommer ifrån och varför vi utgår från att det goda är normen. Även detta är emellertid en förutsättning när man talar om en allsmäktig och god skapargud.

## Förslag på lösningar

### Den panglossianskavärldsuppfattningen(Gottfried Leibniz)
I sin bok lade Leibniz fram vad eftervärlden kommit att kalla den panglossianska världsuppfattningen från filosofen Pangloss i Voltaires roman Candide, vilket innebär att Gud har utvalt en viss kombination av så kallade monader för att åstadkomma den bästa av alla världar. Somligt gott kräver ett ont för att utvecklas. Alltså måste det finnas ett visst mått av ont i världen för att det goda skall finnas i sin fullhet. Vår värld uppvisar enligt Leibniz den perfekta balansen mellan gott och ont och är sålunda den bästa av världar. Tesen har inte många anhängare idag. 

### En teodicé på thomistisk grund (Brian Davies)
Brian Davies, en brittisk filosof, har utvecklat en teodicé på thomistisk grund där han ifrågasätter ett annat nyckelbegrepp i frågeställningen, nämligen godheten. Vad betyder det att Gud är god? Kan vi applicera våra moraliska normer på Gud? Enligt Davies är Gud ontologiskt god – han är själva fullkomligheten. Man kan alltså fråga sig vad som förpliktigar Gud till något över huvud taget i förhållande till världen. De flesta monoteister torde vara överens om att ingen kan kräva något av Gud. Men den egentliga frågan i teodicéproblemet, det som gör den dramatisk, är vem Gud är och vad han vill. Detta är något som, förutsatt att människan tror på Guds existens, är av direkt betydelse för människan.

### Den fria viljan
Den mest allmänt accepterade lösningen på problemet inom kristendomen är att det ligger inbäddat i problemet med den mänskliga friheten.[källa behövs] Enligt denna uppfattning var det Guds vilja att skapa en varelse som var i stånd att förkasta honom, så att den gemenskap som skulle uppstå mellan Gud och människan inte skulle vara tvungen, utan en akt av fri vilja och oegennyttig kärlek. Möjligheten att säga ja förutsätter möjligheten att säga nej. Människan valde enligt den kristna läran att vända sig bort från Gud och följa självhävdandets väg, vilket föranledde att död och lidande intog sin plats i hennes tillvaro. Hela frälsningshistorien är sedan berättelsen om hur Gud i absolut respekt för människans fria vilja försöker föra människan tillbaka till den gemenskap han avsåg henne för i begynnelsen. Teodicéproblemet upplöses enligt denna uppfattning i Kristi lidandes mysterium, där Gud själv anammar det meningslösa och orättfärdiga lidandet för att ge det mening och göra det till en port mot livet med Gud.

### Teodicéer enligt bibeln

#### Gud väntar för att färre av hans barn ska gå förlorade
En bild som bibeln själv ger av ondskan i världen förklarar som så att Gud är verkligen god och allsmäktig, och att han har makten att förgöra och utplåna det onda, men att han väntar tills tiden är inne (2 Petr 3:9). Gud är enligt Bibeln inte skyldig till ondskan i världen utan har istället en aktiv roll i att erbjuda räddning från den. Han dröjer inte med sin handling utan gör allt han kan för att ge alla möjlighet att omvända sig. 2 Petr 3:9 handlar om att Gud ger människan – även de som gör mycket ont och orsakar lidande – tid till att av sin egen fria vilja vända om till honom "eftersom han inte vill att någon skall gå förlorad" (Folkbibeln). Därmed är Guds helighållande och respekterande av människans handlingsfrihet en orsak till att han tolererar elände.

#### Liknelsen om ogräset
Jesus tar upp problemet i en liknelse i Matteus evangelium 13:24-25. "Himmelriket är likt en man som sådde god säd i sin åker. Men då folket sov, kom hans ovän och sådde ogräs mitt ibland vetet och gick sedan sin väg. När nu säden sköt upp och gick i ax, visade sig också ogräset."
Han förklarar senare liknelsens betydelse för sina lärjungar. "Åkern är världen. Den goda säden är rikets barn, ogräset är den ondes barn. Ovännen som sådde det är djävulen." Matt 13:38-39
På frågan om varför Gud inte agerar mot ondskan genast svarar Jesus: "Nej, svarade han, om ni rensar bort ogräset, kan ni på samma gång rycka upp vetet. Låt båda växa tillsammans fram till skörden." Mat 13:29-30
Man menar att det är människan som genom sin fria vilja ger upphov till ondskan i världen, att Gud väntar med att förgöra ondskan tills "skörden är inbärgad", då de friköpta och troende är utom fara för domen, och elden släpps lös. Vad som viktigt är att nämna är att det inte är de "goda" som blir räddade, utan de som tror och lever genom Jesus, för endast genom honom är vägen fri till "frälsning" (räddning).

#### Världen tillfälligt i den ondes våld
Bibeln säger att hela världen är i den ondes våld, och att det är därför som jorden inte är ett paradis. 1 Johannes 5:19 säger; "Vi vet att vi härstammar från Gud, men hela världen befinner sig i den ondes våld." 
Detta i sin tur kommer sig främst av upproret i Edens trädgård då ormen förledde Eva att äta av frukt från kunskapens träd. Men även av att Ärkeängeln Mikael och hans änglar slungade ner Draken den ursprunglige ormen till jorden. Uppenbarelseboken 12:7-9 "Och krig bröt ut i himlen; Mikael och hans änglar drabbade samman med draken; och draken och dess änglar krigade, men den fick inte övertaget, inte heller fanns det längre en plats för dem i himlen. Så blev den store draken nerslungad, den ursprunglige ormen, han som kallas Djävul och Satan, han som vilseleder hela den bebodda jorden; han slungades ner till jorden, och hans änglar slungades ner med honom."
Resultatet av detta ser vi i verserna i Uppenbarelseboken 12:12, 13 "Gläd er fördenskull, ni himlar och ni som bor i dem! Ve jorden och havet, eftersom Djävulen har kommit ner till er i stor förbittring, då han vet att han har en kort tidsfrist."
Till slut kommer Gud att ordna så att ondska upphör att existera. Uppenbarelseboken 21:3-6 "Och jag hörde en hög röst från tronen säga; "Se! Guds tält är hos människorna, och han skall bo hos dem, och de skall vara hans folk. Och Gud själv skall vara hos dem. Och han skall torka bort varje tår från deras ögon, och döden skall inte vara mer; inte heller skall sorg eller skrik eller smärta vara mer. De förra tingen har försvunnit. Och han som satt på tronen sade; "Se! Jag gör allting nytt." Och så säger han; "Skriv, därför att dessa ord är trovärdiga och sanna." Och han sade till mig: "De har blivit verklighet! Jag är Alfa och Omega, början och slutet. Åt vemhelst som törstar vill jag fritt ge av källan med livets vatten."" Bibeln säger alltså att det onda existerar men ska upphöra att existera.
Katarerna tog, med utgångspunkt i manikeansk dualism, den mest tydliga positionen i detta, genom att mena att världen skapats av Satan men är förutbestämd att förgöras då de troende räddas av gud i apokalypsen. 
Mot detta kan anföras att om djävulen styr, är Gud inte allsmäktig.

### Andra förklaringsmodeller
- En annan förklaringsmodell bygger på tanken att Gud inte är färdig med sin skapelse (en tanke som också kan förenas med idén om människan som Guds medskapare). Skapelsens fullbordan ligger därmed ännu i framtiden. I kristen tankevärld sammanförs detta oftast med Kristi återkomst och den icke-varaktiga materiella världens förintande till förmån för Guds rike.
- Under 1900-talet har vissa teologer, bland dem Gustaf Aulén, velat försvara Guds godhet genom att inskränka Guds allmakt: Guds makt är begränsad, men han kämpar för det goda i världen.
- Många troende anser att det finns skäl vi inte förstår, att Gud vet bättre och att vi bör avstå från att diskutera detta, eller döma Gud. Aposteln Paulus skriver "O, vilket djup av rikedom och vishet och kunskap hos Gud! Huru outgrundliga äro icke hans domar, och huru outrannsakliga hans vägar!" (Rom 11:33). Ordspråksboken 3:5 skriver "Förtrösta på Herren av allt ditt hjärta, och förlita dig icke på ditt förstånd". Enligt Jobs bok säger Gud: "Vem är du som höljer min visa plan i mörker med ord utan förnuft?" (Job 38:4).
- Henoksboken (i västerlandet en apokryfisk text) menar att ondskan kommer till genom att kvinnor lyssnar på onda andar (fallna änglar) och är samman med dem, men även genom att samhället blir mer teknologiskt avancerat, exempelvis genom att man framställer färg som man kan försköna ögonbrynen med. Indirekt menar texten att materiell ojämlikhet och statushunger är att förskylla. Detta avspeglar också första Mosebok och tiden i lustgården.
- Ännu en förklaringsmodell ifrågasätter, om än implicit, Guds godhet; om Gud är allsmäktig, och har möjlighet att förinta eller döma de av sin skapelse som gjort uppror mot eller misstänkliggjort honom till evigt lidande i Helvetet, förefaller det säkraste var att hylla Gud och utgå ifrån och hävda hans godhet som en dogmatisk trossats, i syfte att inte bli fördömd. Det kan i så fall ifrågasättas om Gud vill, eller trots detta bör utpekas som god, men ger snarare en förklaring till varför Gud dyrkas till trots världens ofullkomlighet. Argumentet kommer också nära den klassiska Pascals trossats, som fastslår att människan bör dyrka Gud av strategiska, självtjänande skäl. Paralleller kan dras till världsliga auktoritära regimer, som tenderar framhålla sig själva som fria, populära och engagerade i befolkningens problem fastän så inte nödvändigtvis, enligt undersåtarnas innersta tankar, är fallet.